# Alexandrița
Alexandrița (węg. Sándortelke) – wieś w Rumunii, w okręgu Harghita, w gminie Feliceni. W 2011 roku liczyła 41 mieszkańców.